# 4-メルカプト-4-メチル-2-ペンタノン
4-メルカプト-4-メチル-2-ペンタノン（英: 4-Mercapto-4-methyl-2-pentanone）は、化学式C6H12OSで表されるチオールの一種である。MMPとも略記される。トロピカルな香りを持ち、天然にはソーヴィニヨン・ブランワインから見出され、特徴的な香りをもたらす。食肉工場などでは、ネコの尿を思わせる原因物質ともなっている。

## ワイン
ボルドー大学の学生であったフィリップにより、ソーヴィニヨン・ブランワインから発見された。これは、有機硫黄化合物がワインの品種香に寄与すると証明された初の例であり、フィリップは1993年に博士号を授与された。この物質は果汁中にシステイン抱合体の形で存在し、システイン-S-コンジュゲート βリアーゼにより抱合が切り離され、カシスの芽の香りと表現される特徴的な香りをもたらす。同ワインの品種香の基となる物質には他に3-メルカプトヘキサノールがあり、そちらはパッションフルーツやグレープフルーツ様と表現される。

## 煎茶
香料メーカーの研究により、煎茶の火入れ工程で発生することが明らかになった。含有量は微量であるが、嗅覚閾値が低いため、4-メトキシ-2-メチル-2-ブタンチオールとともに煎茶の香気成分として重要な役割を果たしていると考えられている。